# Beringzee
De Beringzee is een zee in het noordelijk deel van de Grote Oceaan met een oppervlakte van meer dan 2 miljoen vierkante kilometer. De Beringzee wordt in het noorden begrensd door de Beringstraat met daar ten noorden de Tsjoektsjenzee van de Noordelijke IJszee, in het oosten door Alaska, in het zuiden door de schiereilanden van Alaska en de Aleoeten en in het westen door Rusland. De Beringzee is vernoemd naar de Deense ontdekkingsreiziger Vitus Bering.

## Ligging
The Internationale Hydrografische Organisatie heeft de grenzen van de Beringzee als volgt vastgesteld.
- In het noorden: tegen de zuidgrens van de Tsjoektsjenzee ofwel op de Noordpoolcirkel tussen Siberië en Alaska.
- In het zuiden: een lijn van Kabuch Point (54° 48′ 0″ NB, 163° 21′ 0″ WL) op het Alaska-schiereiland, via de eilanden die deel uitmaken van de Aleoeten naar het zuidelijkste punt op de Komandorski-eilanden en vandaar naar Kamtsjatka.

## Beschrijving
De zee heeft een oppervlakte van ongeveer 2,3 miljoen km². De gemiddelde diepte is 1500 m, maar het diepste punt ligt op zo'n 4500 meter onder de zeespiegel. Het noordelijkste deel van de zee is het ondiepst en hier lag de Beringlandbrug, een verbinding tussen beide continenten toen het zeewater veel lager stond. In het zuiden liggen de Aleoeten en tussen de eilanden liggen zeestraten waardoor veel water over en weer tussen de Beringzee en de Grote Oceaan stroomt.Tussen de Komandorski-eilanden en Kamtsjatka ligt een diepe trog, hier stroomt koud water naar het zuiden. In het oosten stroomt relatief warm water van de Noordpacifische stroom naar het noorden.
In de zee stroomt de Beringhellingstroom in noordwestelijke richting die zich vertakt in de zuidwestwaartse Kamtsjatkastroom en de noordwaartse Anadyrstroom. Ten zuiden hiervan ligt de Beringzeegyre. Langs de kust stroomt de Alaskakuststroom.
Rivieren die in de zee uitmonden voeren zo'n 650 km³ zoetwater aan. Het verschil tussen eb en vloed is maximaal drie meter. Het wateroppervlak is voor meer dan de helft bedekt met ijs in de winter. Het ijs kan een dikte van zes meter bereiken en dat gedurende vijf maanden. Bijna het hele jaar, met uitzondering van juli en augustus, komt ijs voor. In het gebied kunnen cyclonen ontstaan die zich lange tijd laten gelden.
In de Beringzee bevindt zich de Sjirsjovrug.

## Visserij

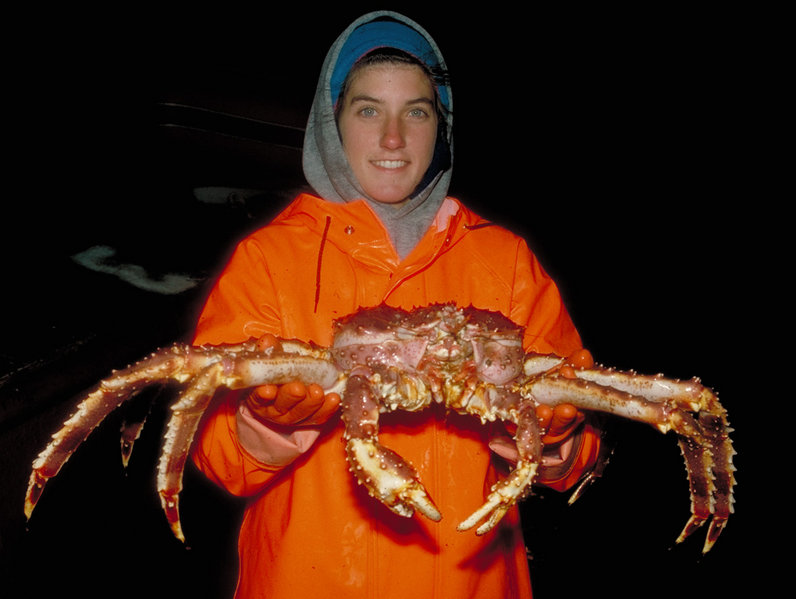
Rode koningskrab

De Beringzee staat bekend om koningskrab, zalmen en kabeljauwen. Er zijn veel commerciële vissers actief, zowel aan de Amerikaanse als de Russische kant.
De Beringzee kent een Russisch en een Amerikaans deel. De soevereiniteit is lange tijd onderling betwist. In 1990 sloten de staten een verdelingsverdrag, maar Rusland eist een uitbreiding van zijn deel omdat het meer ruimte wil voor zijn vissers.

## Eilanden
Bekende eilanden in de Beringzee zijn:
- Pribilofeilanden
- Beringeiland
- Komandorski-eilanden
- St. Lawrence Island
- Diomedeseilanden
- Kingeiland (Alaska)
- St. Matthew-eiland
- Karaginski-eiland